# Чень Цзяньжень
Чень Цзяньжень (6 червня 1951 , 旗山區d, Гаосюн ) — тайванський епідеміолог і політик, обіймав посаду прем'єр-міністра Китайської Республіки (Тайвань) з 31 січня 2023 року по 20 травня 2024 року. 
- 2003 — 2005 році обіймав посаду керівника Департаменту охорони здоров'я за президентства Чень Шуйбяня.
- 2006 — 2008 роках очолював Національну наукову раду.
- 2011 — 2015 роках — віцепрезидент Academia Sinica.
- 20 травня 2016 — 20 травня 2020 — віцепрезидент Китайської Республіки

## Біографія
Народився 6 червня 1951 року у міській волості Цішань повіту Гаосюн. В 1982 році захистив докторську дисертацію в Університеті Джонса Гопкінса на тему «Епідеміологія та генетика людини». Одружений, дві дочки.

## Нагороди та визнання
- 2005: президентська наукова премія (Науки про життя)[3];
- 2009 офіцер Ордену Академічних пальм (Франція)[3];
- 2010 лицар ордена Святого Григорія Великого (Ватикан)[4];
- 2013 лицар ордена Святого Гробу Господнього Єрусалимського (Ватикан)[4]
- 2017: іноземний член Національної академії наук США[5].